# Walter Haak
Julius Walter Haak (* 13. Januar 1906 in Schöneberg bei Berlin; † 20. Oktober 1966 in Berlin) war ein deutscher Politiker (FDP).
Walter Haak besuchte die Volksschule und schloss mit der Obersekundareife ab. Danach ging er an die Fachschule der Korporation der Kaufmannschaft, absolvierte eine kaufmännische Lehre bei der Burroughs Adding Machine Company in Edinburgh und war nach dem Abschluss seiner Ausbildung im väterlichen Geschäft tätig. Er war ab 1929 Mitglied der NSDAP. Seit 1930 betrieb er einen selbständigen Tabakwarengroß- und -einzelhandel. Nach 1945 wurde er Mitglied der FDP Berlin und war Vorsitzender der Ortsgruppe Schillerpark im Bezirk Wedding.
Er war von 1951 bis 1955 Mitglied des ersten Abgeordnetenhauses von Berlin.